# Vashonův ostrov
Vashonův ostrov (anglicky Vashon Island) leží v Pugetově zálivu a je součástí amerického státu Washington. Má rozlohu 96 km² a žije na něm přes 10 000 obyvatel. Se sousedním menším Mauryho ostrovem je propojen od roku 1925 uměle vytvořenou šíjí a tvoří tak vlastně jeden kus země, ale z tradice jsou oba ostrovy považovány za samostatné. S nedalekým městem Tacoma je ostrov spojen trajektem.

## Historie
Ostrov objevil v roce 1792 George Vancouver a pojmenoval ho podle britského admirála Jamese Vashona. Základem zdejší ekonomiky bylo tradičně zemědělství, především pěstování jahod. Dnes je populární turistickou destinací díky klidnému venkovskému životu a zachované přírodě.

## Zajímavosti
- Na ostrově žila spisovatelka Betty MacDonaldová a popsala ho ve svých knihách.[3]
- Posledních několik let života tu strávil skladatel Basil Poledouris.[4]
- Na ostrově stojí pravoslavný klášter Všemilostivého Spasitele.[5]
- Místní atrakcí je „bicyklový strom“ – kdysi dávno si někdo zapomněl zamknuté kolo u stromu, který od té doby obrostl dokola.[6]